# Laïka
Acest articol se referă la cultura muzicală grecească. Pentru melodia formației canadiene de muzică rock Arcade Fire, vezi „Neighborhood #2 (Laïka)”.
Laïka (greacă Λαϊκά) este un gen muzical grecesc modern.
Cuvântul „laïka” este la plural și înseamnă „(cântece) populare” în sensul de „pentru mase”, „gustate de publicul larg”, în greacă. Nu trebuie confundat cu laïko, singularul, care semnifică genul muzical popular-tradițional al grecilor.

## Laïka modernă
„Laïka modernă” este amestecul muzicii tradiționale grecești cu cea modernă, occidentală, în special „pop” și „dance”. Printre primii care au experimentat aceste combinații a fost Anna Vissi. Ea a introdus elemente ale muzicii rock la începutul anilor '90 și pop-dance o decadă mai târziu.

## Artiști interpreți de laïka
- Anna Vissi
- Antique
- Antonis Remos
- Apostolia Zoi
- Christos Dantis
- Despina Vandi
- Dimitris Kokkotas
- Eleftheria Arvanitaki
- Elena Paparizou
- Eleni Vitali
- Elli Kokkinou
- Giannis Ploutarhos
- Giorgos Hristou
- Giorgos Lembesis
- Giorgos Mazonakis
- Giorgos Tsalikis
- Giorgos Yiannias
- Glykeria
- Hristina Anagnostopoulou
- Hryspa
- Irini Merkouri
- Kalomoira
- Katy Garbi
- Kostandinos Pantzis
- Labis Lieveratos
- Marianta Pieridi
- Marinella
- Maro Lytra
- Nansy Alexiadi
- Nikos Vertis
- Nino Ksipolitas
- Notis Hristodoulou
- Panos Kiamos
- Pantelis Pantelidis
- Paschalis Terzis
- Peggy Zina
- Popi Maliotaki
- Rallia Hristidou
- Sabrina (Greek singer)
- Sakis Rouvas
- Sarbel
- Stella Georgiadou
- Strato Dionisiou
- Thelksi
- Triantafyllos
- Valantis
- Vasia Riga
- Zig Zag